# Angela Ghayour
Angela Ghayour (Herat, 1984) es una profesora afgana, activista por la educación y fundadora de Herat School, una escuela en línea sin fines de lucro que educa a mujeres y niñas afganas. Con sede en el Reino Unido, sus servicios de educación en línea se centran en la enseñanza y el asesoramiento de mujeres y niñas en Afganistán tras la prohibición de las escuelas femeninas por los talibanes. En reconocimiento a su labor, la BBC la nombró una de las 100 mujeres más inspiradoras del mundo en 2021.

## Trayectoria
Angela Ghayour tenía ocho años cuando estalló la guerra civil afgana de 1992. Su familia huyó de Herat, su ciudad natal, a Irán como refugiados. En Irán, no pudo matricularse en la escuela durante cinco años debido al visado temporal de su familia. Empezó a estudiar a los 13 años cuando su padre obtuvo los documentos necesarios. Cada día, después de regresar de la escuela, Ángela reunía en el jardín de su padre a otros 14 niños afganos que no podían matricularse en la escuela y les enseñaba escritura, matemáticas y otras materias.
Su familia regresó a Afganistán tras la retirada del poder de los talibanes, donde Ghayour se formó como profesora de secundaria antes de trasladarse a los Países Bajos en 2018 y posteriormente al Reino Unido. Tras la caída de Afganistán en manos de los talibanes y la prohibición de las escuelas para mujeres y niñas, Ghayour creó la Herat Online School, donde las niñas afganas estudian en secreto en sus hogares. Tras un aumento de las matriculaciones, Ghayour publicó un mensaje en Instagram solicitando maestros voluntarios que se unieran a la escuela y más de 700 personas en todo el mundo respondieron y se sumaron a la iniciativa como voluntarios. Entre los voluntarios se incluyen unos 80 psicólogos que asesoran a las alumnas.
Ghayour afirmó haber recibido amenazas de muerte casi diarias de los talibanes y sus partidarios por ofrecer un servicio de educación en línea a mujeres y niñas a las que la ley les prohíbe asistir a la escuela. La amenazan con buscar a personas con ideología talibán en el Reino Unido, encontrarla y la matarla.

## Reconocimientos
En diciembre de 2021, fue incluida en la lista de la BBC de las 100 mujeres más influyentes del mundo.